# Stefan v/s Kramer
Stefan v/s Kramer, también escrita como Stefan VS. Kramer, es una película chilena protagonizada por el actor e imitador Stefan Kramer que fue estrenada el 2 de agosto de 2012. Fue dirigida por el propio Kramer junto a Sebastián Freund y Lalo Prieto, y es distribuida por 20th Century Fox. Su título es una parodia al del filme estadounidense Kramer vs. Kramer (1979), debido a la trama que gira en torno a un hombre que ha debido postergar su vida en familia por el trabajo y que, además, coincide con el apellido de su protagonista.
La película se filmó durante el segundo semestre de 2011, y su postproducción se realizó en Weta Workshop, en Nueva Zelanda, donde fueron trabajadas las trilogías de El Señor de los Anillos y El hobbit, entre otras películas. El 22 de agosto de 2012 recibió el premio SANFIC.
Con 2 086 614 espectadores, se convirtió en la película más vista en Chile. Sin embargo, este récord le fue arrebatado en septiembre de 2015 por la cinta animada Minions, que registró 2 086 790 espectadores. Otros de sus récords son haberse convertido en la película más vista durante su primera semana de estreno, en la que logró 520 183 espectadores, y la película chilena más vista en la historia, superando a Sexo con amor que en 2003 logró 990 572 entradas vendidas.

## Argumento
La película narra la historia de Stefan Kramer, conocido imitador chileno, el que consagra su exitosa carrera en su presentación en el Festival de Viña del Mar 2008. Mudándose a un nuevo barrio y trabajando sin parar, Olivia (Paloma Soto), esposa de Stefan, comienza a vivir el suplicio de ser la esposa del humorista más cotizado de Chile, lo que genera un conflicto familiar, provocado por un plan urdido por personajes de la política y el espectáculo, quienes están molestos con el comediante debido a sus imitaciones, realizando un plan para sabotear su carrera y su vida familiar. Además de actuar como sí mismo, Kramer imita a 19 personajes.

## Reparto
- Stefan Kramer como Él mismo y como:
  - "Alturo Longton" (Arturo Longton)
  - "Negro Piñera" (Miguel Piñera)
  - "El Rafa" (Rafael Araneda)
  - "Pablo Zalaquett" (Pablo Zalaquett)
  - "Ricardo Arjona" (Ricardo Arjona)
  - "Marcelo Piensa" (Marcelo Bielsa)
  - "Leonardo Farkas" (Leonardo Farkas)
  - "Diana Bolocco" (Diana Bolocco)
  - "Sebastián Piñera" (Sebastián Piñera)
  - "Flordi Pastel" (Jordi Castell)
  - "Amaro Pérez Pablos Gomez Silva" (Amaro Gómez-Pablos)
  - "Rodrigo Hinzpeter" (Rodrigo Hinzpeter)
  - "Chino Rios" (Marcelo Ríos)
  - "Diego Maradona" (Diego Maradona)
  - "Jugo César Rodríguez" (Julio César Rodríguez)
  - "Leo Rey" (Leo Rey)
  - "El Mago Valdivia" (Jorge Valdivia)
- Paloma Soto como Olivia de Kramer / Eva.
- Teresita Commentz como Ema Kramer.
- Andrés Commentz como Francisco "Panchito" Kramer.
- Carolina Paulsen como Vanessa, nana de los Kramer.

### Cameos
- Javiera Acevedo
- Felipe Camiroaga
- Martín Cárcamo
- Virginia Reginato
- José Alfredo Fuentes
- Patricia Maldonado
- Luis Jara
- Felipe Avello
- Arturo Longton
- Miguel Piñera
- La Noche
- Ricarte Soto
- Horacio de la Peña
- Fabricio Vasconcellos
- Virginia Demaria
- Carolina Honorato
- Raquel Argandoña
- Karen Doggenweiler
- Yanina Halabi
- Cristian Sánchez

## Producción
- Dirección: Stefan Kramer, Sebastián Freund, Lalo Prieto.
- Guion: Stefan Kramer, Sebastián Freund, Lalo Prieto.
- Producción ejecutiva: Sebastián Freund.
- Producción: Luis Felipe Engdal, Sebastián Freund, Fernada DeMaria.
- Dirección de fotografía: Antonio Quercia.
- Dirección de arte: Sebastián Muñoz.
- Maquillaje: Carolina Lizana.
- Diseño de prótesis: Eduardo Saavedra.
- Peluquería: Juan Burgos.
- Dirección de producción: Eduardo Castro.
- Jefe de producción: Fanny Muñoz, Jean Paul Cathalifaud.
- Montaje: Javier Esteves y Soledad Salfate.
- Diseño y mezcla de sonido: Cristian Freund.
- Posproducción: Álvaro Asela, Matías Echeverría.
- Corrección de color: Daniel Dávila.
- Música: Alejandro Brownell, Javier Bassino.

## Secuela
Kramer confirmó una secuela para la película, e incluso se evalúa realizar una trilogía. La secuela se lanzó al público en diciembre de 2013, esta se llamó El ciudadano Kramer, y se enmarca en las elecciones presidenciales de Chile de aquel año. 